# Diana Coomans

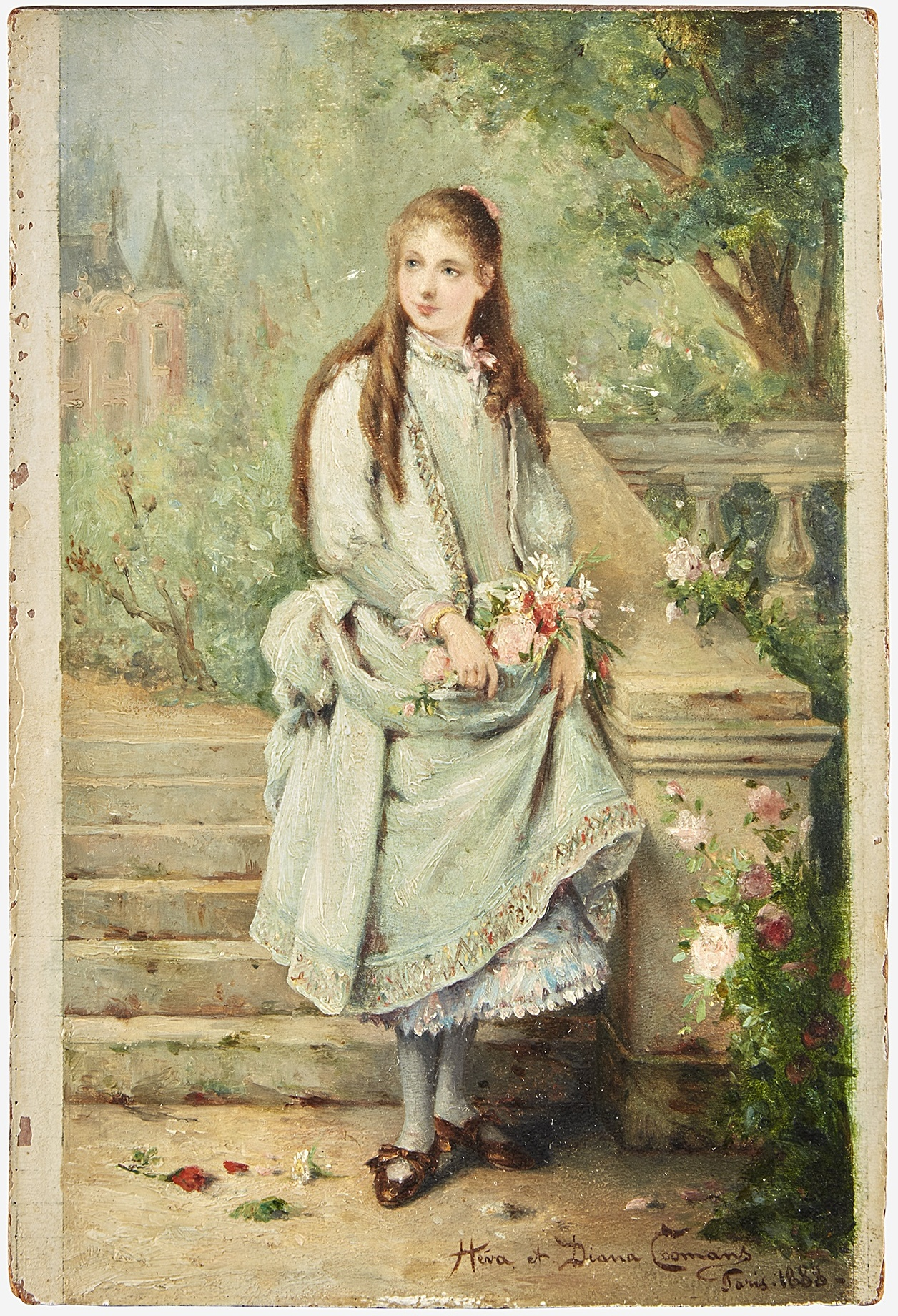
Diana et Heva Coomans, Jeune fille au bouquet.

Diana Coomans (Paris, 16 août 1861 - New York, 18 juin 1952) est une peintre belge spécialisée dans le romantisme historisant belge.

## Biographie
Née à Paris, Diana Coomans est la fille du peintre Pierre Olivier Joseph Coomans (1816-1889) et d'Adélaïde Lacroix (1838-1884). Sa sœur Heva Coomans (1860-1939) est également peintre et son demi-frère Oscar Coomans de Brachène (1848-1884) est écrivain et poète (né d'un premier mariage, de Zoé van Male de Brachène (1807-1848)).
Elle est l'élève de son père et comme lui et sa sœur, elle s'est spécialisée dans les représentations romantiques des habitants de Pompéi avant que l'éruption du Vésuve ne dévaste leurs vies.
Son père atteint une reconnaissance internationale et est très apprécié des collectionneurs américains,. Elle l'accompagne avec sa sœur lors d'un premier voyage aux États-Unis (à Philadelphie et New York) entre octobre 1888 et juin 1889. Il mourra peu de temps après leur retour en Europe mais Diana Coomans retournera à New York régulièrement avec sa sœur pendant les années 1890 et elles finiront par s'y installer définitivement,. Elles y donneront des cours de dessins et de peintures.
Dans son article Heredity in art de 1895, Hillary Bell compare la technique des deux sœurs et considère Diana comme « plus mature » bien « qu'elle est des lacunes dans son savoir du clair-obscur et qu'elle doit essayer de lier les jambes et les pieds de ses modèles plus naturellement à leur corps ». Elle pourrait également avoir été influencée par un artiste : Lawrence Alma-Tadema (1836-1912) qui réalise des tableaux présentant des scènes de la vie courante durant l'Antiquité.
Son tableau Dans le Gynécée de 1885 a été inclus dans le livre Women Painters of the World de 1905.
Diana Coomans est morte à New York City sans avoir d'enfants.

## Œuvres
Liste de quelques œuvres de l'artiste :
- A la fontaine
- A la source Kallirhoé
- Anticipation, collection privée
- Attentive
- Au puits, collection privée
- Au Putéum
- Aux Dieux lares
- Dans le Gynécée, 1885
- L'élégie
- La Fileuse
- Hommage à Cupidon, collection privée
- Joueuse de Lyre, 1886[12]
- Lesbie
- Psaltria, 1883[13]
- Marchande de fruits à Pompéi
- Messager fidèle
- Perplexité, 1899[14]
- Le Poème
- Pomone, collection privée
- Repos
- Les Trois Grâces, 1885, collection privée
- Une fête à Pompéi